# Ttok
A ttok (tteok) (hangul: 떡) a koreai rizssütemények megnevezése, melyek ragacsos vagy hagyományos rizsből készülnek. Több mint 250 fajtája ismert, készülhet döngöléssel, gőzöléssel, sütéssel és főzhetik is. Az édes változatok mellett a nem édes jellegű ttok (tteok)ok is gyakoriak. Ízesítésnek vagy töltelék gyanánt gyakran használnak azukibabból készült masszát, gabonaféléket, magvakat, mogyoróféléket, zöldségeket, gyümölcsöket, gyümölcslevet vagy éppen ehető virágszirmokat.

## Története

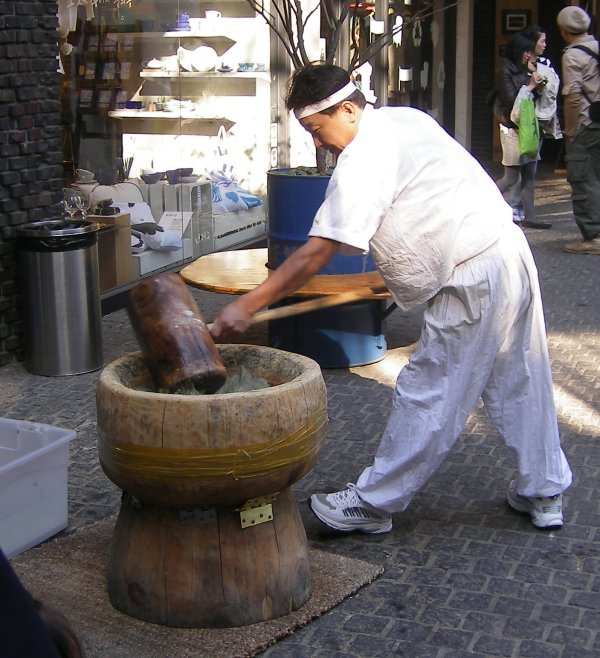
Döngölik a ttok (tteok)ot

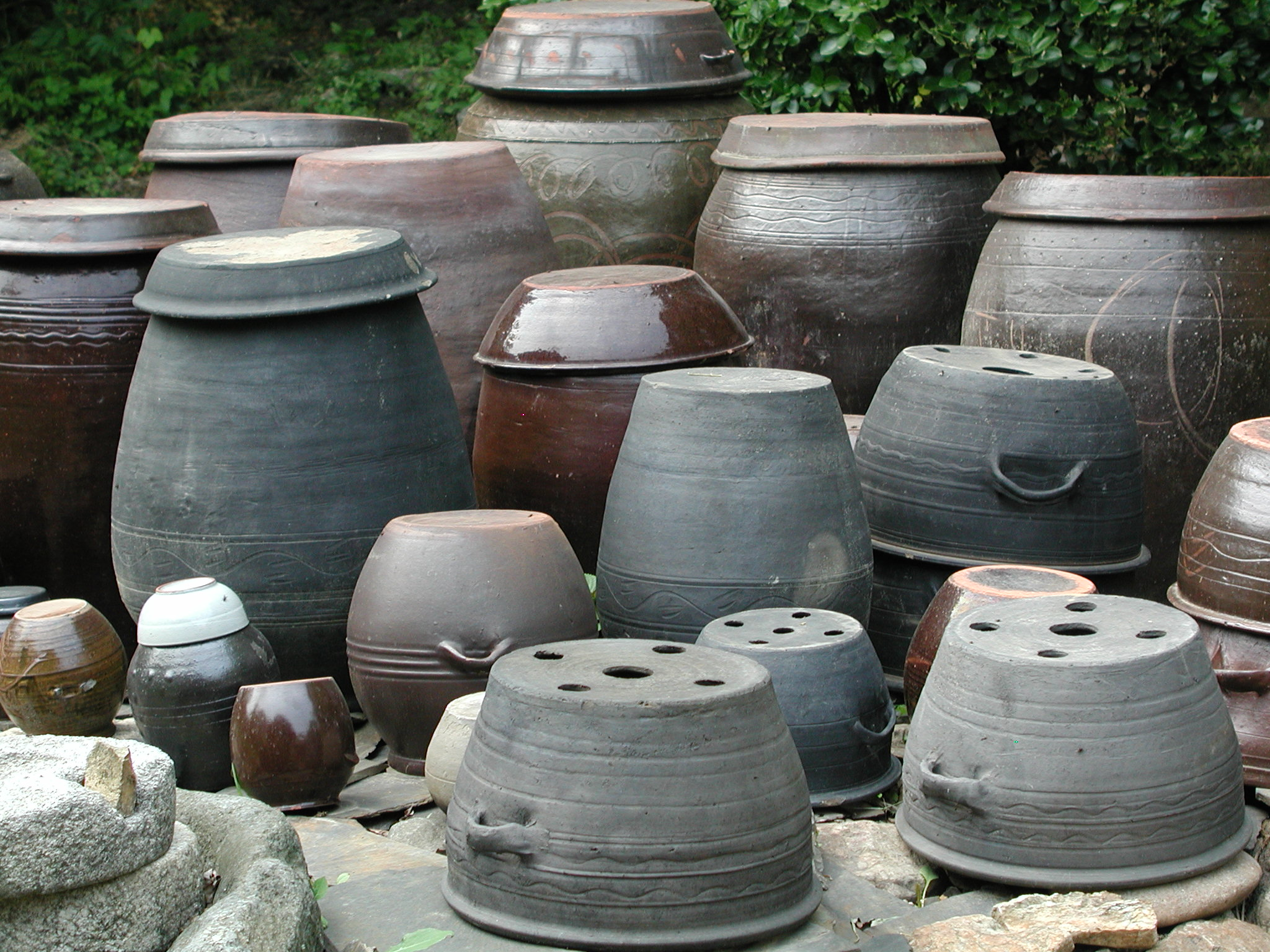
Siru (lyukas edények legelöl), amit ttok gőzön főzésére használtak

A ttok (tteok) fontos étel volt Koreában, az ősök tiszteletére tartott megemlékezések, valamint az imádságok alkalmával alapételnek számított. A Csoszon (Joseon)-korban a rizssütemény elengedhetetlen étele volt a születésnapi ünnepségeknek, a tiszteleti rituáléknak, az esküvőknek és a halotti toroknak, de a vendégeket is ezzel illett megkínálni és ajándékba is ttok (tteok)féleségeket vittek.

### Eszközök
A hagyományos ttok (tteok)készítés folyamán az alábbi eszközöket használták:
- khi (키, ki): gabonarosta
- inambak (이남박): a rizs mosásához használt edény
- pagadzsi (바가지, bagaji): lopótökből faragott merőedény[m 1]
- ongbegi (옹배기, ongbaegi)[m 2] és csabegi (자배기, jabaegi):[m 3] nagyméretű, kerek agyagtálak
- cshe (체, che) és cshettari (쳇다리, chetdari): szita és az Y alakú lábazat, amin áll[m 4]
- mettol (맷돌, maetdol): őrlőkő[m 5]
- csolgu (절구, jeolgu) és csolgutkongi (절굿공이, jeolgutgong-i): mozsár és mozsártörő
- anban (안반) és ttongme (떡메, tteokme): döngöléshez használt deszka és döngölő (kalapács)[m 6]
- siru (시루): gőzölőedény és sirumit (시루밑): az edény aljára helyezett kendő/vászondarab[m 7]
- szot (솥, sot): koreai stílusú bogrács[m 8]
- konggure (겅그레, geonggeure): gőzölőrács
- poncshol (번철, beoncheol): vastag falú serpenyő[m 9]
- csheban (채반, chaeban): fűzfavesszőből font tálca
- ttokszal (떡살, tteoksal): fából faragott mintanyomó[m 10]

## Típusai
A ttok (tteok) négy nagy típusba sorolható, elkészítési mód szerint. A gőzön főtt ttok (찌는 떡, ccsinun ttok (jjineun tteok) vagy 시루떡 siruttok (tteok)) speciális gőzölőedényben (시루, siru) készül, ezt tartják a legősibb ttok (tteok)nak. a döngölt ttok (tteok)ot (치는 떡, cshinun ttok (chineun tteok)) gőzön főzés után döngölődeszkán vagy nagy, mozsár alakú tekenőben fakalapáccsal döngölik. A sült ttok (지지는 떡, csidzsinun ttok (jijineun tteok)) készítésekor a gyúrt tésztát valamilyen alakúra formálják (például kisebb palacsintaformára), majd serpenyőben olajon kisütik. A főtt ttok (삶는 떡, szamnun ttok (salmneun tteok)) esetében a tésztát golyó alakúra formálják vagy másmilyen alakúra szaggatják és forrásban lévő vízben megfőzik, aztán azukibab-őrleményben megforgatják.

### Gőzön főttttok(tteok)

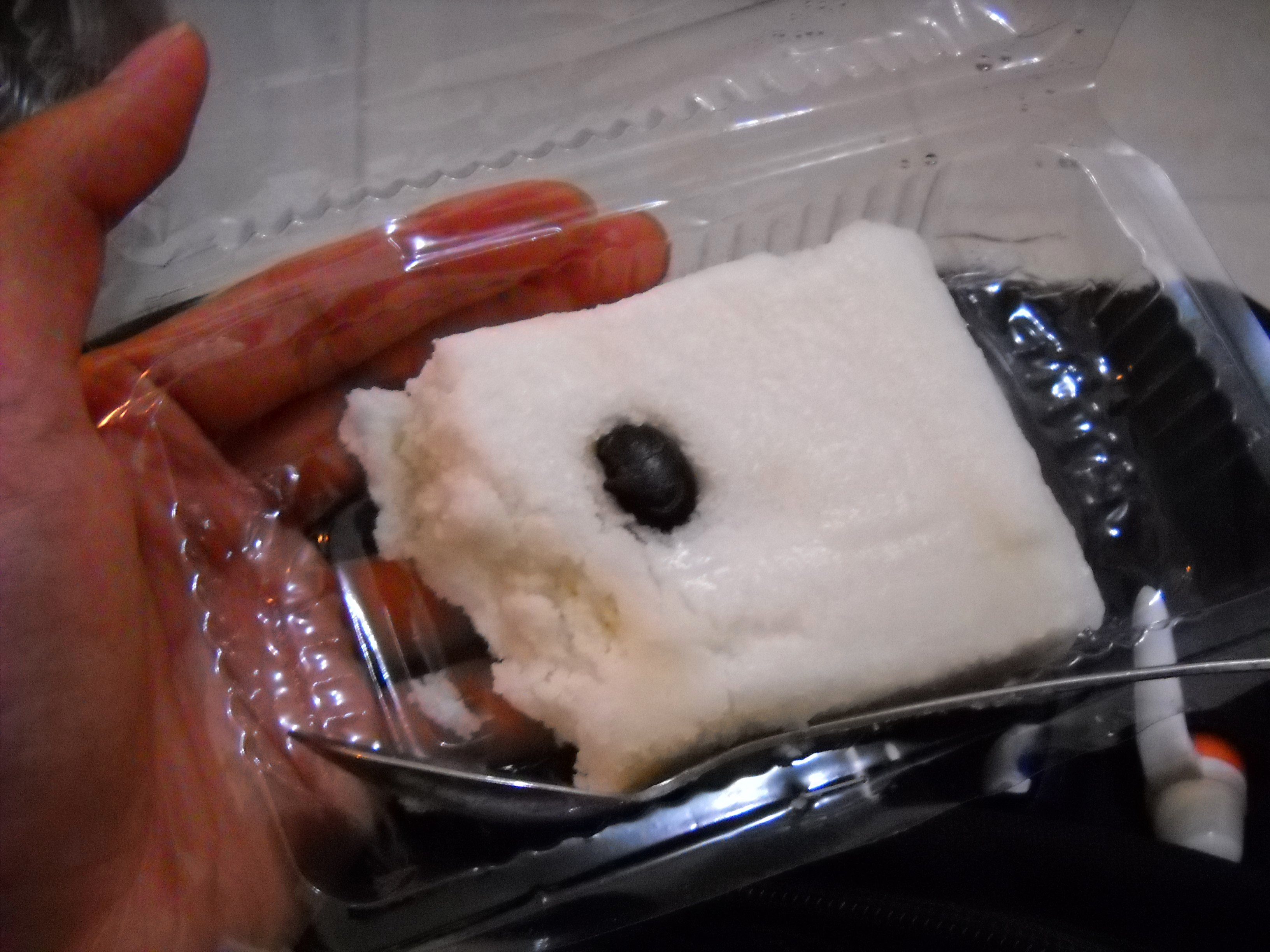
Pekszolgi (Baekseolgi)

A rizst (맵쌀; mepsszal (maepssal)) vagy ragacsos rizst (찹쌀; cshapsszal (chapssal)) vízben áztatják, megőrlik, majd agyagedényben gőzön megfőzik. A legegyszerűbb gőzön főtt rizssütemény a szolgittok (설기떡, seolggitteok) vagy más néven murittok (무리떡, muritteok), ekkor a gőzölő edényben egyetlen nagy adagban készítik a ttok (tteok)ot. A khjottok (켜떡, kyeotteok) esetében a ttok (tteok)ot rétegezik azukibab-pasztával.
A rizst néha egyéb gabonafélével vagy babfélével keverik, például azukibabbal, mungóbabbal, szezámmaggal, búzával vagy keményítővel. Ízesítés gyanánt használnak gyümölcsöket, mogyorót, diót, fenyőmagot, Angelica grosseserrata levelét, daikonretket, ürömöt, paprikát és bort is. Cukorral és mézzel édesítik.
- pekszolgi (백설기, baekseolgi): a handzsa (hanja) írásjegyek szó szerinti jelentése „hófehér rizssütemény”, különleges alkalmakkor szolgálták fel, például egy gyermek születésétől eltelt 100. napon, hogy a gyermeknek hosszú életet biztosítsanak.[5]
- khongttok (콩떡, kongtteok): különféle babfajtákból készül
- csungphjon (증편, jeungpyeon): a tésztát rizsborral gyúrják össze[6]
- mudzsige ttok (무지개떡, mujigae tteok): „szivárványszínű” ttok, természetes színezékkel[7]
- szongphjon (송편, songpyeon): félhold alakú, azukibab-pasztával, szezámmal és egyéb töltelékkel töltött, fenyőlevelekkel együtt gőzölt ttok[8]
- kkul ttok (tteok) (꿀떡): „mézes ttok (tteok)”[9]
- sszamttok (쌈떡, ssamtteok): a gőzön főtt ttokot kinyújtják, majd kocka alakúra szeletelik, töltelékkel megtöltik és összehajtják, akár a sszam (ssam)ot.[10]

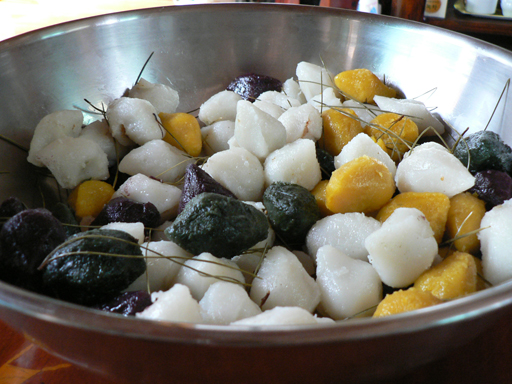
szongphjon (songpyeon)
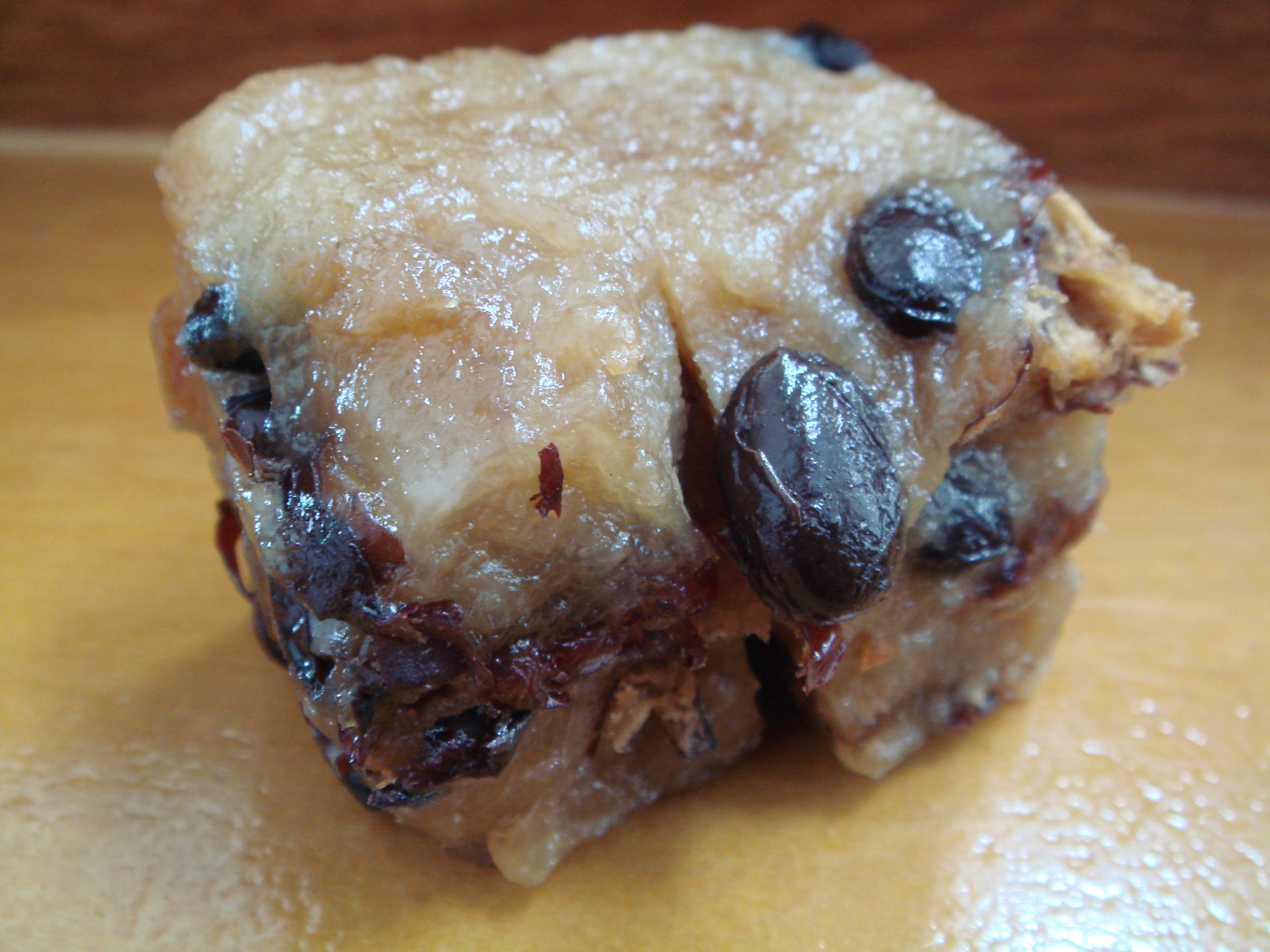
khongttok (kongtteok)
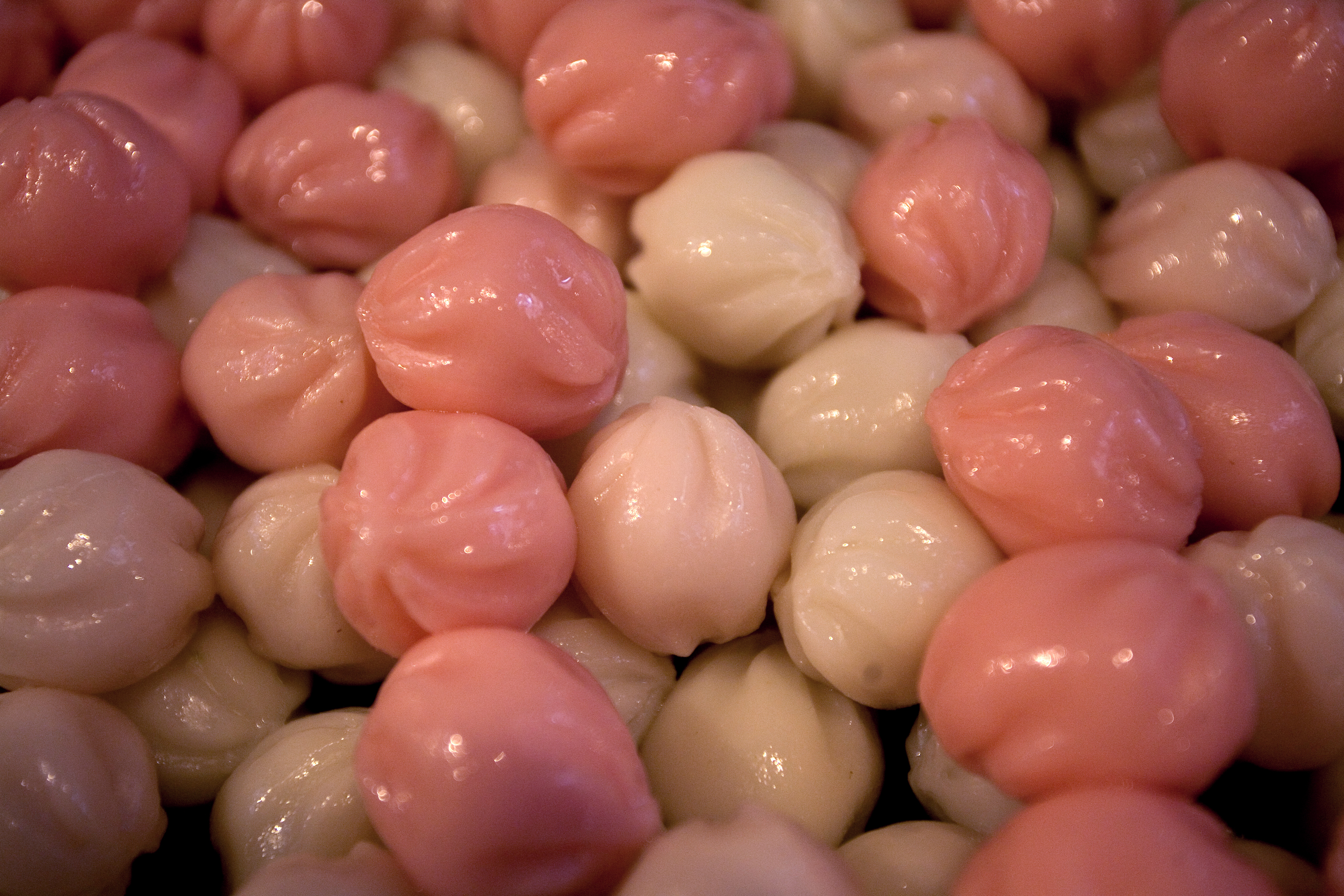
kkul ttok (kkul tteok)

### Döngöltttok(tteok)
A gőzön főzött ttok (tteok)ot nagy mozsárban vagy fadeszkán (anban) egy nagy fakalapáccsal (ttongme (tteokme)) döngölik. Az egyik legjellegzetesebb döngölt ttok (tteok) az indzsolmi (인절미, injeolmi), mely ragacsos rizslisztből készül. Az indzsolmi (injeolmi) aszerint, milyen őrleményben forgatják meg, kétféle lehet: phatindzsolmi (팥인절미, patinjeolmi), azukibab-őrleménybe forgatva, illetve kkeindzsolmi (깨인절미, kkaeinjeolmi), szezámmagba hempergetve. Az indzsolmi (injeolmi)t ízesíteni is lehet, például Artemisia princeps vagy Synurus deltoides leveleivel. A hagyományos rizsből készített, nem édes karettok (가래떡, garaetteok) hosszú, henger alakú, többek között a ttokkuk (tteokkuk) és a ttokpokki (tteokbokki) alapanyaga.
- kephittok (개피떡, gaepitteok): azukibab-péppel töltött, félhold alakú ttok (tteok)[14]
- tandzsa (단자, danja): ragacsos rizsből készül és azukibabpasztába forgatják[4]

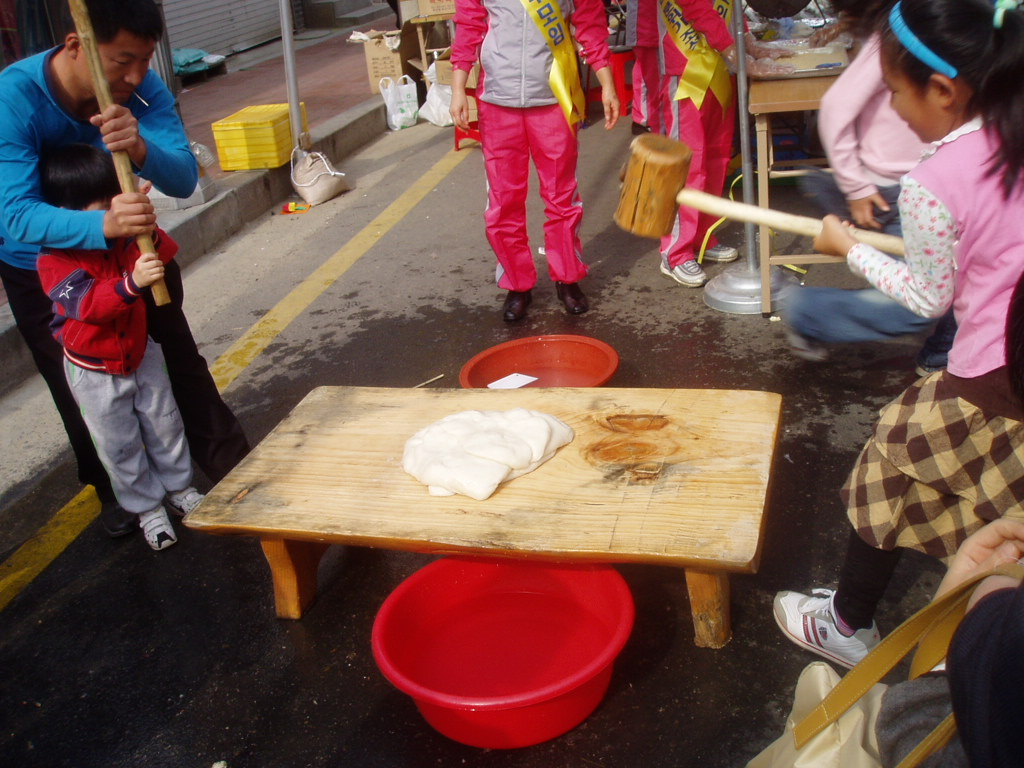
anban és ttongme (tteokme)
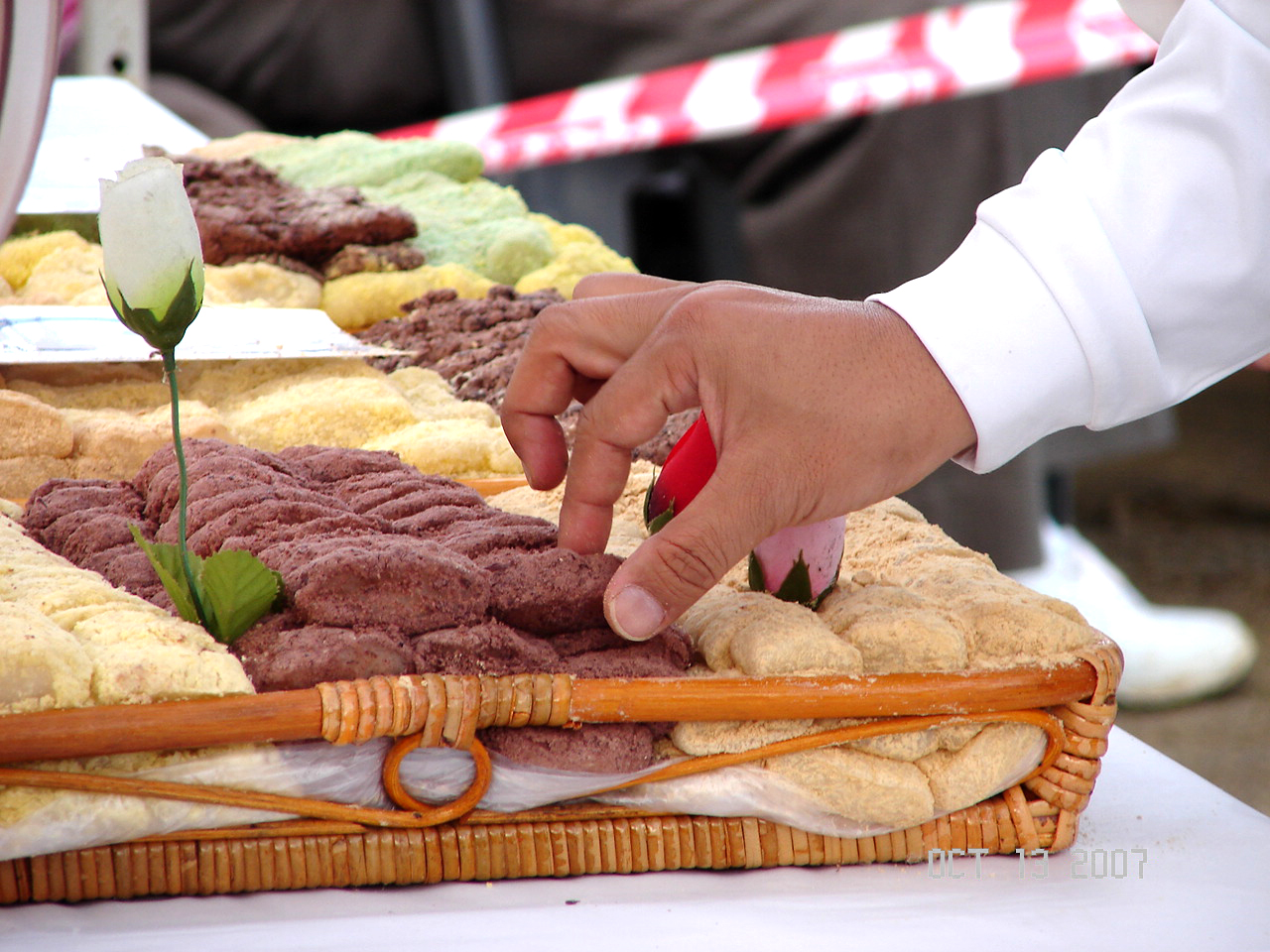
indzsolmi (injeolmi)

### Sültttok(tteok)

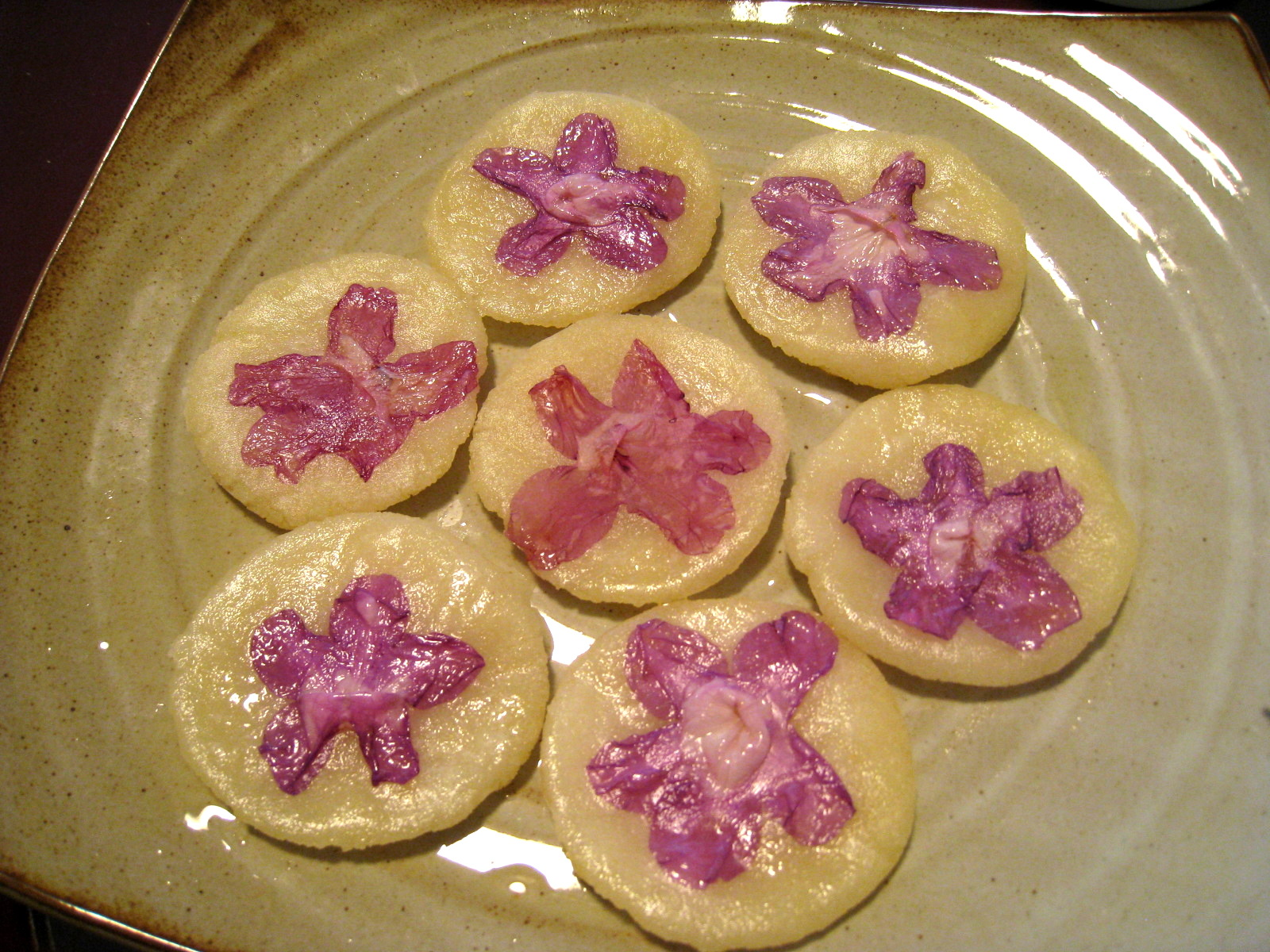
hvadzson (hwajeon)

A rizslisztből tésztát gyúrnak, különféle alakúra, majd olajban kisütik.
- csonbjong (전병, jeonbyeong): koreai stílusú palacsinta[15]
- hvadzson (화전, hwajeon): virágszirmokkal díszített, ragacsos rizslisztből készülő, kerek sütemény[4]
- pukkumi (부꾸미, bukkumi): a lisztből gyúrt tésztát kisütik, majd töltelékkel megtöltik és félbehajtják. Készülhet ragacsos rizsből, tarka cirokból (Sorghum bicolor) vagy mungóbabból.[4]
- csuak (주악, juak): szárított datolyaszilva, reszelt citromhéj és szezámmag keverékével töltött, ragacsos rizslisztből készülő sütemény[4]

### Főtt ttok
A ragacsos rizsből gyúrt tésztát lobogó vízben kifőzik.
- kjongdan (경단, gyeongdan): a labda formájú, főtt ttokot különféle őrleményekben hempergetik meg, például azukibab-őrleményben, fekete szezámmag-őrleményben stb.[16]
- csapkvabjong (잡과병, japgwabyeong): gyümölcsökkel töltött ttok (tteok)[4]

## Ételek
- ttokkuk (떡국, tteokguk): döngöléssel készített karettok (garaetteok)-rudat vékony szeletkre vágják, csirke- vagy marhahúslevesbe (egyes régiókban szardellalevesbe) betétként helyezik, valamint tojással és újhagymával tálalják.[17]
- ttokpokki (떡볶이, tteokbokki): a rizssüteményt kocshudzsang (gochujang)gal ízesített szószban megfőzik omuk (eomuk)kal (어묵, sült vagy főzött halvagdalékból készült lapok[18]) és tojással.[19]

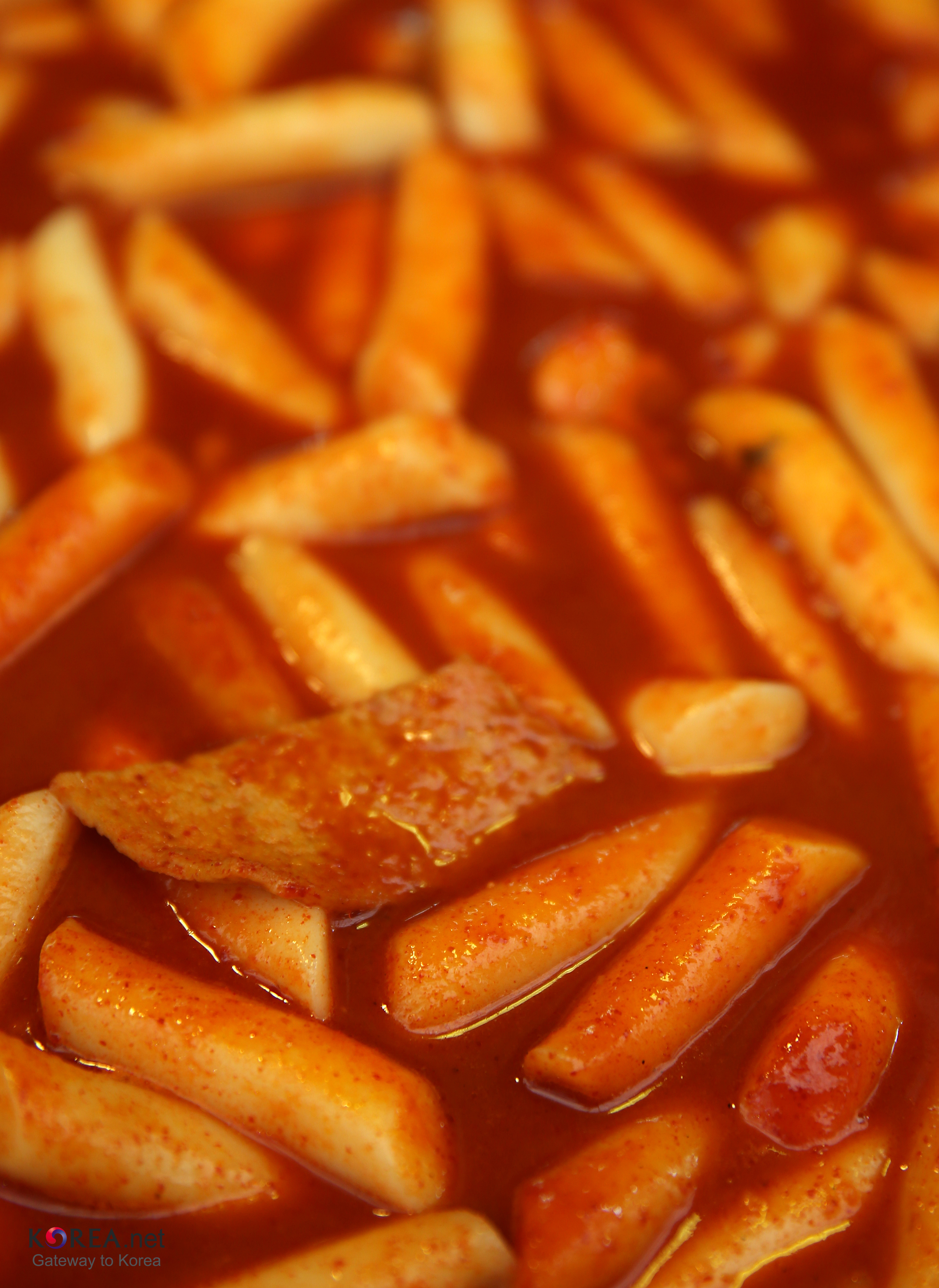
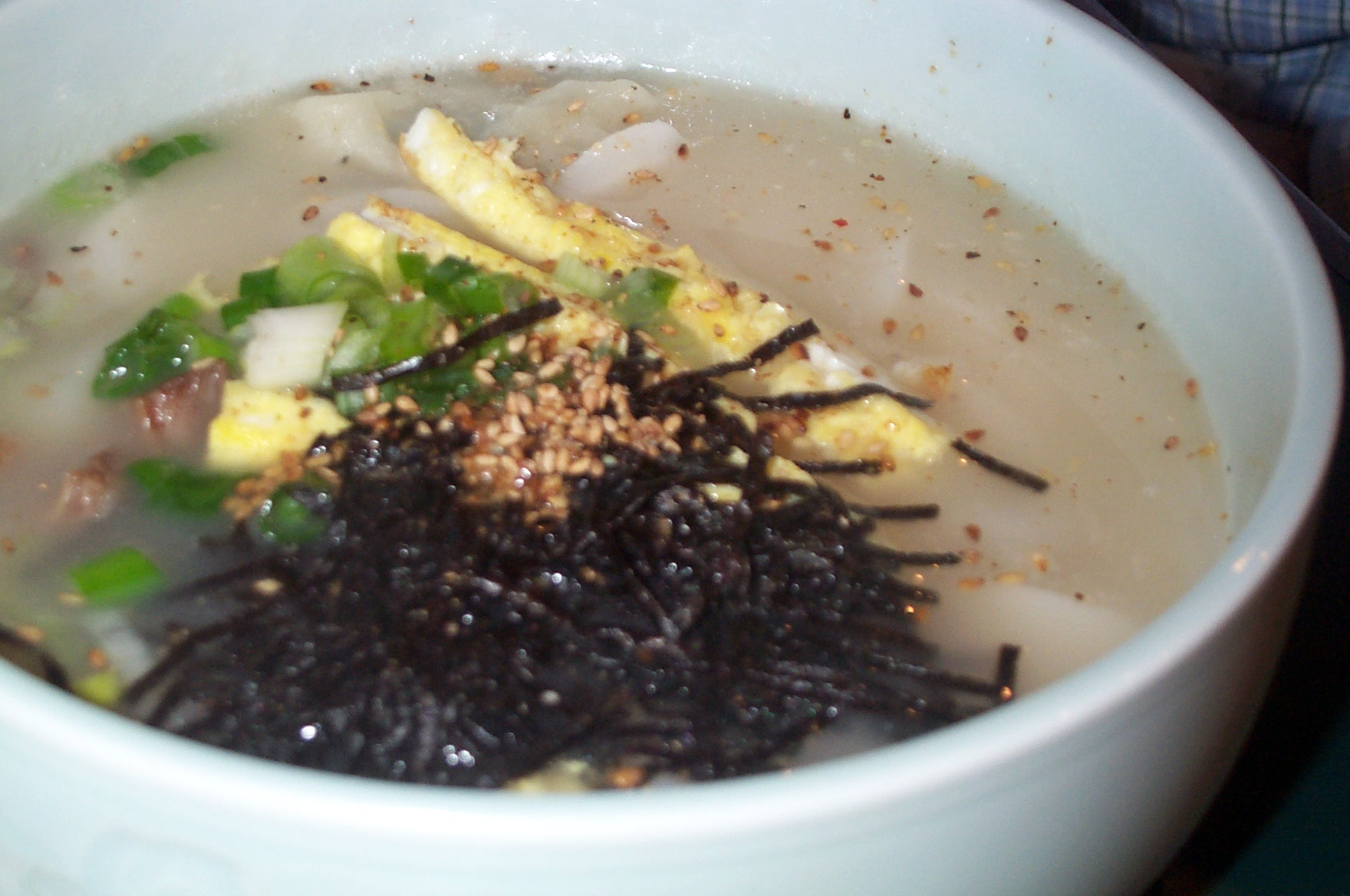
manduval

- ttokpokki (떡볶이, tteokbokki)
- ttokkuk (떡국, tteokguk) manduval